# Eomyctophum
Eomyctophum è un genere estinto di pesci lanterna appartenente alla famiglia Myctophidae, vissuto nel mare Paratetide durante l’Eocene e l'Oligocene.

## Descrizione
Eomyctophum si distingue per una combinazione di caratteristiche tipiche della famiglia Myctophidae: bocca ampia con articolazione mandibolare distante almeno un diametro orbitale dal margine posteriore dell’orbita, denti piccoli e uniformi su entrambe le mascelle, presenza di una piccola supramascella, mascella con estremità posteriore leggermente allargata, 30–36 vertebre (di cui 16–18 caudali), sei ipurali autogeni, presenza di un secondo centro urale ridotto, cleitro con lamina posteriore ben sviluppata e squame cicloidi.
L’inserzione della pinna anale si trova appena dietro la base della pinna dorsale. Come altri pesci lanterna, presentava fotofori, probabilmente usati per comunicazione o mimetismo.

## Classificazione
Il genere Eomyctophum appartiene alla sottofamiglia estinta Eomyctophinae, di cui rappresenta l’unico genere noto con certezza, sebbene anche Eokrefftia possa farne parte.
Fossili di Eomyctophum sono stati rinvenuti in numerose località dell’Europa e dell’Asia occidentale, specialmente nel Caucaso e nei Monti Carpazi. I resti includono sia scheletri articolati che otoliti, suggerendo che fosse una specie particolarmente comune nei mari mesopelagici del periodo.
Le specie attribuite a questo genere includono:
- †Eomyctophum cozlae Ciobanu, 1977 – Oligocene inferiore della Romania
- †Eomyctophum koraense Daniltshenko, 1947 – Specie tipo, documentata nel Caucaso settentrionale, Abcazia, Azerbaigian e Ucraina
- †Eomyctophum polysarcum (Gorjanovic-Kramberger, 1880) – Oligocene inferiore della Repubblica Ceca
- †Eomyctophum mainardii Calzoni, Giusberti & Carnevale, 2025 – Formazione di Chiusole (Ypresiano), Trentino, Italia[3]

Alcune specie precedentemente assegnate a Eomyctophum, come E. gracilis e E. limicolus, sono oggi considerate appartenenti rispettivamente ai generi Beckerophotus (famiglia Neoscopelidae) e Oligophus (famiglia Myctophidae).